# Thulcandra
Thulcandra – niemiecki zespół grający melodic death/black metal założony w 2003 roku w Monachium. Ze względu na wykonywaną muzykę, zespół jest często porównywany do takich zespołów jak Dissection, Sacramentum czy Unanimated. Nazwa zespołu została zaczerpnięta z nazwy dema grupy Darkthrone o tej samej nazwie, która pochodzi z opowiadania Z milczącej planety C. S. Lewisa. Zespół wstrzymał działalność w 2005 roku po samobójstwie gitarzysty Jürgena Zintza jednak w 2008 roku założyciel Steffen Kummerer reaktywował zespół i w 2010 roku ukazał się pierwszy album studyjny grupy zatytułowany Fallen Angel's Dominion.

## Muzycy
Obecny skład zespołu
- Steffen Kummerer – śpiew, gitara prowadząca, gitara rytmiczna, gitara akustyczna (2003–2005, od 2008)
- Erebor – perkusja (od 2014)
- M. Delastik – gitara prowadząca (od 2017)
- Carsten Schorn – gitara basowa (od 2021)

Byli członkowie zespołu
- Jürgen Zintz (zmarły) – gitara prowadząca (2003–2005)
- Tobias Ludwig – gitara basowa (2008–2017)
- Sebastian Ludwig – gitara prowadząca, gitara rytmiczna, gitara akustyczna (2008–2017)
- Seraph – perkusja (2012–2014)
- Christian Kratzer (zmarły) – gitara basowa (2019–2020)

## Dyskografia

### Albumy studyjne
- Fallen Angel's Dominion (2010)
- Under a Frozen Sun (2011)
- Ascension Lost (2015)
- A Dying Wish (2021)

### Minialbumy
- Perishness Around Us (2016)